# Banksia verticiliata
Banksia verticiliata är en tvåhjärtbladig växtart som beskrevs av Robert Brown. Banksia verticiliata ingår i släktet Banksia och familjen Proteaceae. Inga underarter finns listade i Catalogue of Life.